# Aleksandar Bajevski
Aleksandar Bajevski (in macedone Александар Бајевски?; Skopje, 8 dicembre 1979) è un ex calciatore macedone, di ruolo attaccante.